# Guzeripl
Guzeripl (en ruso: Гузерипль; en adigué: Гъузэрыплъ, Guzerypl) es un posiólok del raión de Maikop en la república de Adiguesia de Rusia. Está situado a orillas del Bélaya, afluente del Kubán, 57 km al sur de Tulski y 68 km al sur de Maikop, la capital de la república. Tenía 106 habitantes en 2010
Está subordinado directamente al raión.

## Historia
En su origen, la localidad era un asentamiento de leñadores. En la actualidad es un centro turístico al pie de las montañas de los alrededores.

## Transporte
La estación ferroviaria más cercana es Jadzhoj, a 46 km. La carretera que va Guzeripl pasa a través de la localidad de Jamyshki

## Galería

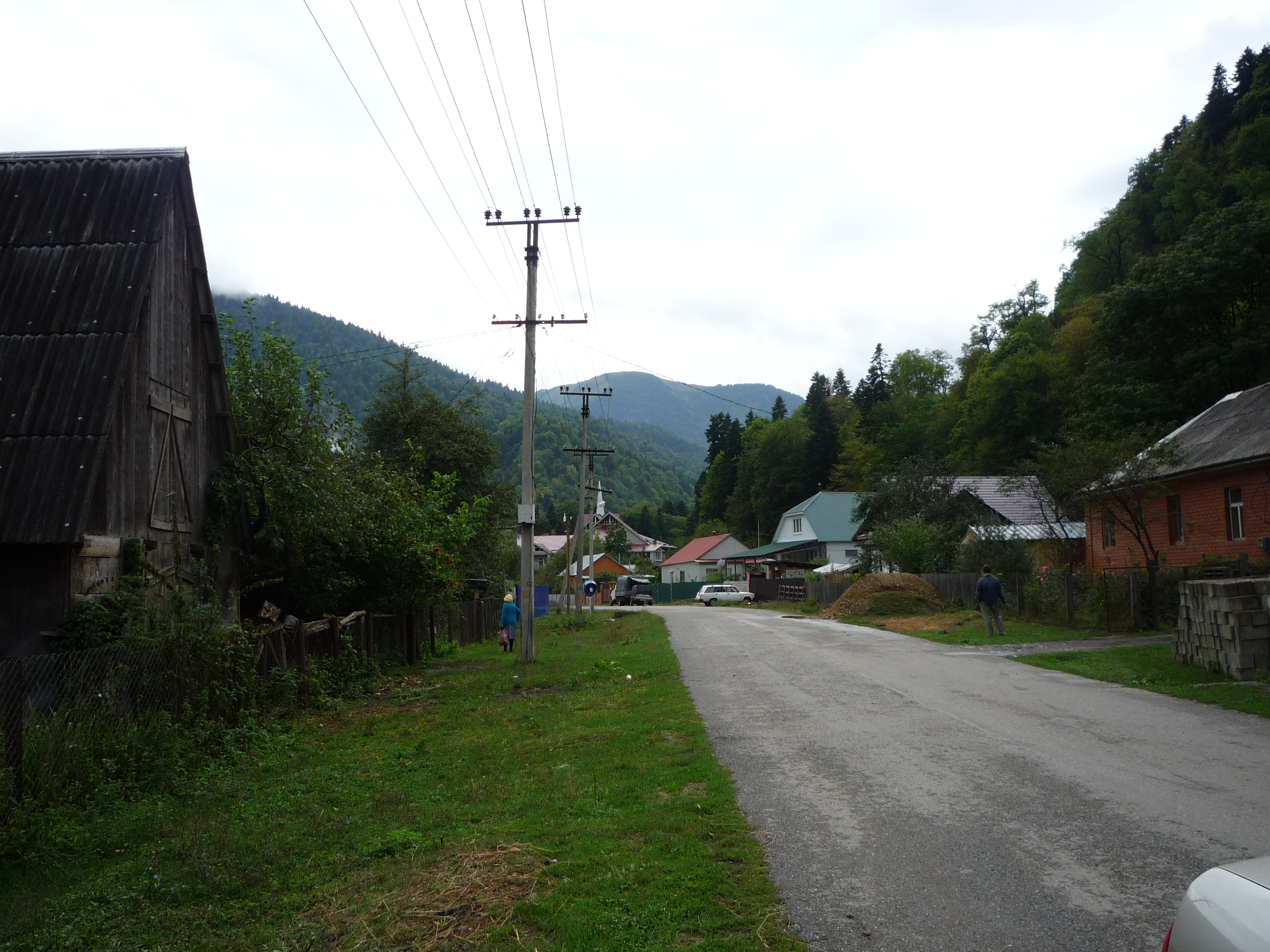
Guzeripl.
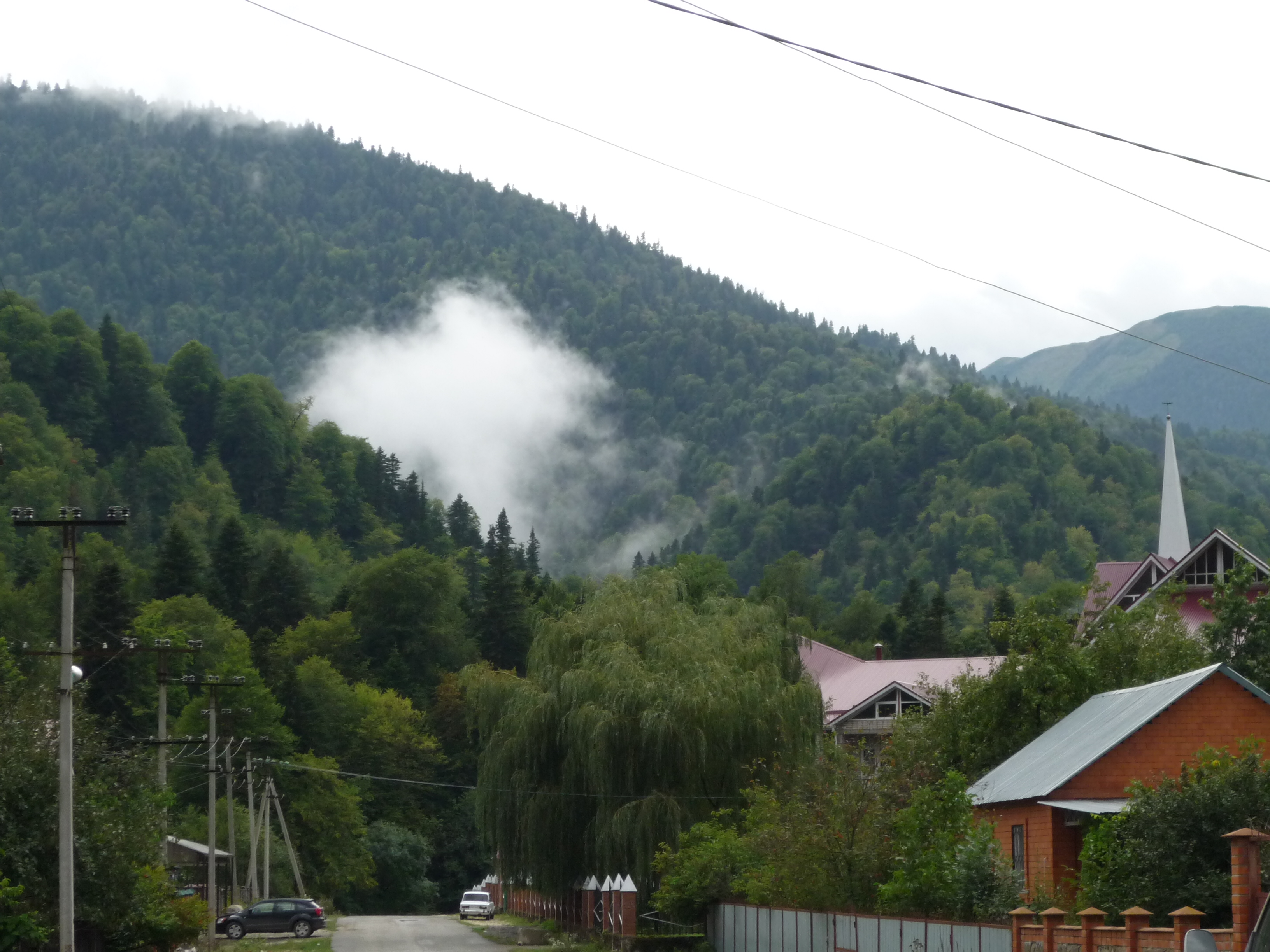
Guzeripl.